# Veliganduhuraa
Veliganduhuraa est une petite île inhabitée des Maldives. Elle constitue une des îles-hôtel des Maldives en accueillant l'hôtel Naladhu Private Island Maldives. Elle est reliée par une jetée à l'île voisine de Boduhuraa.

## Géographie
Veliganduhuraa est située dans le centre des Maldives, dans l'Est de l'atoll Malé Sud, dans la subdivision de Kaafu. 